# Sovjetunionens högsta sovjet
Sovjetunionens högsta sovjet (ryska: Верховный Совет) var Sovjetunionens högsta lagstiftande organ. Mellan 1938 och 1989 var ordföranden i Högsta sovjets presidium också Sovjetunionens statschef. Sovjetunionens högsta sovjet upplöste sig själv i och med resolutionen av den 26 december 1991 om hela Sovjetunionens upplösning, varpå den lagstiftande makten slutgiltigt överläts på de förutvarande sovjetrepublikernas nationella parlament.

## Historia
Efter oktoberrevolutionen 1917 inrättades Allryska centrala verkställande kommittén av bolsjevikerna som lagstiftande organ för Sovjetryssland. Ordföranden i kommittén var Jakov Sverdlov som fungerade som den nya statsbildningens första de jure statschef. Vid bildandet av Sovjetunionen år 1922 underordnades Allryska centrala verkställande kommittén, tillsammans med motsvarigheter från andra sovjetrepubliker, den nya Sovjetunionens centrala verkställande kommitté. Denna kommitté övertog de ordinarie lagstiftande uppgifterna då den folkvalda församlingen, Sovjeternas kongress, inte var samlad. Kommitténs ordförande var Michail Kalinin från år 1919.
År 1938 röstades ett antal tillägg till 1936 års författning igenom som innebar att Sovjeternas kongress och de centrala verkställande kommittéerna avskaffades. Som ny högsta lagstiftande församling inrättades istället Sovjetunionens högsta sovjet. Den inre strukturen från det gamla systemet behölls dock med regionala lagstiftande församlingar för de olika sovjetrepublikerna samt ett permanent organ, presidiet, som tog över alla parlamentariska uppgifter mellan sessionerna. Likt ordföranden i Sovjetunionens centrala verkställande kommitté var ordföranden i Högsta sovjets presidium också Sovjetunionens statschef. Michail Kalinin fortsatte på denna post till sin död 1946 och bytte i realiteten alltså endast titel, även om hans egentliga makt var starkt begränsad av Josef Stalins styre.

### Åren 1985-1991
Under Michail Gorbatjovs reforminriktade styre från 1985 förändrades maktförhållandet mellan kommunistpartiet och parlamentet men i och med Sovjetunionens upplösning 1990–1991 erhöll istället de enskilda sovjetrepublikerna och ett nyskapat presidentämbete alltmer inflytande. Från 1989 valdes Högsta sovjet indirekt av De folkdeputerades kongress, en ny lagstiftande församling skapad som del av Gorbatjovs reformer, och antalet ledamöter minskade från 1500 till 542. Sessionerna hölls också allt oftare, sex till åtta månader per år.

## Struktur
Det sovjetiska parlamentet fungerade enligt ett tvåkammarsystem där de båda kamrarna formellt hade lika makt. Varje kammare hade 750 ledamöter.
- Nationaliteternas sovjet, med 32 ledamöter per sovjetrepublik, 11 från varje autonom republik, 5 från varje autonom oblast och 1 från varje autonom okrug. Varje typ av administrativ enhet sände alltså ett bestämt antal ledamöter utifrån sin status, oavsett sin storlek eller folkmängd.
- Unionens sovjet, med en ledamot per 300 000 sovjetmedborgare.

Formellt hade det sovjetiska parlamentet stort inflytande men i realiteten godkändes okritiskt lagstiftning redan bestämd av kommunistpartiets centralkommitté. Den reella verkställande makten låg heller inte hos presidiets ordförande utan hos kommunistpartiets generalsekreterare, även om dessa två poster ofta innehades av samma person. Mellan sessionerna ålades presidiet att utföra de parlamentariska uppgifterna.
Högsta sovjets presidium valdes årligen av båda kammarna och bestod förutom av en ordförande också av femton viceordförande, en från varje sovjetrepublik, samt tjugo medlemmar. I maj 1989 avskaffades ordförandeposten och ett nytt statschefsämbete, Högsta sovjets ordförande, skapades.

### Val
Ledamöter i Högsta sovjet valdes var fjärde år i enmansvalkretsar där Sovjetunionens kommunistiska parti ställde upp med kandidater utan opposition. Formellt tillämpades ej obligatoriskt valdeltagande, men i praktiken utövades omfattande sociala och psykologiska påtryckningar för att medborgarna skulle rösta i val. På varje valsedel fanns enbart namnet på Kommunistpartiets kandidat i den aktuella valkretsen och för att rösta för denne behövde man endast lägga valsedeln i valurnan. För att rösta emot kandidaten var man däremot tvungen att kryssa över dennes namn, vilket gjordes i ett särskilt valbås.

## Ordförande i Högsta sovjets presidium
- Michail Kalinin 1938–1946
- Nikolaj Sjvernik 1946–1953
- Kliment Vorosjilov 1953–1960
- Leonid Bresjnev 1960–1964
- Anastas Mikojan 1964–1965
- Nikolaj Podgornij 1965–1977
- Leonid Bresjnev (andra mandatperiod) 1977–1982
- Jurij Andropov 1983–1984
- Konstantin Tjernenko 1984–1985
- Andrej Gromyko 1985–1988
- Michail Gorbatjov 1988–1989